# Кераца Марија
Кераца Марија (буг. Кераца-Мария; 1348—1390) је била византијска царица, супруга цара Андроника IV Палеолога (1376-1379).

## Биографија
Кераца је била ћерка бугарског цара Јована Александра и његове друге супруге јеврејке, царице Саре Теодоре. Била је сестра цара Јована Шишмана, Кере Тамаре и Десиславе. По оцу је припадала бугарској владајућој династији Шишман. Била је унука Кераце Петрице и деспота Страцимира и праунука кнеза Шишмана I. За цара - савладара Андроника IV, будућег византијског цара, верена је 17. августа 1355. године. Разлог за склапање брака био је склапање савеза Бугарске и Византије против Османског царства. У брачној исправи коју је издала Патријаршија стајало је да би „то користило хришћанима: Византинцима и Бугарима, а погубно [Турцима].  Цар Андроник IV је 1373. године повео побуну против оца цара Јована V, док је још био савладар свога оца. Резултат неуспешне побуне је затварање царице Кераце, цара - савладара Андроника IV и њиховог сина на три године. Ослободили су их Ђеновљани. Андроник IV је 12. августа 1376. године свргнуо свог оца цара Јована V и овладао као једини цар. Кераца је била једина царица. Цар Андроник IV се задржао на власти до 1379. године, када се Јован V успео вратити на престо. Цар Андроник IV је задржао положај савладара, али је сукоб са оцем трајао све до 1385. године, када је цар - савладар Андроник IV умро. Остатак живота царица Кераца је провела као монахиња Матиса. Умрла је 1390. године. Царица Кераца и цар Андроник IV имали су троје деце, сина и две ћерке. Син, цар Јован VII, владао је Византијом као цар неколико месеци 1390. године.

## Деца
Царица Кераца Марија Страцимировић и цар Андроник IV Палеолог имали су троје деце, сина и две ћерке. Њихов син Јован VII Палеолог, је био цар владавши пет месеци 1390. године и поново од 1403. до 1408. године, у Солуну.

## Породично стабло
|  |                     |  |  |  |  |  |  |  |  |  |  |  |  |  |  |  |
|  | 2. Јован Александар |  |  |  |  |  |  |  |  |  |  |  |  |  |  |  |
|  |                     |  |  |  |  |  |  |  |  |  |  |  |  |  |  |  |
|  |                     |  |  |  |  |  |  |  |  |  |  |  |  |  |  |  |
|  | 1. Кераца-Марија    |  |  |  |  |  |  |  |  |  |  |  |  |  |  |  |
|  |                     |  |  |  |  |  |  |  |  |  |  |  |  |  |  |  |
|  |                     |  |  |  |  |  |  |  |  |  |  |  |  |  |  |  |
|  | 3. Сара Теодора     |  |  |  |  |  |  |  |  |  |  |  |  |  |  |  |
|  |                     |  |  |  |  |  |  |  |  |  |  |  |  |  |  |  |
|  |                     |  |  |  |  |  |  |  |  |  |  |  |  |  |  |  |